# Flavonuncia pupilla
Genre
Espèce
Flavonuncia pupilla, unique représentant du genre Flavonuncia, est une espèce d'opilions laniatores de la famille des Buemarinoidae.

## Distribution
Cette espèce est endémique de Madagascar.

## Publication originale
- Lawrence, 1959 : « Arachnides-Opilions. » Faune de Madagascar, vol. 9, p. 1–121.